# Rózsa Péter
Rózsa Péter, nata Rózsa Politzer (Budapest, 17 febbraio 1905 – Budapest, 16 febbraio 1977), è stata una matematica ungherese, nota per i suoi lavori sulla computabilità e sulla teoria delle funzioni ricorsive, di cui è considerata la fondatrice. Il suo nome, oggi quasi dimenticato, «dovrebbe essere scritto insieme a quello dei fondatori della teoria della computabilità, Kurt Gödel, Alan Turing, Alonzo Church, Stephen Kleene».
Nel 1973 fu la prima donna a essere eletta all'Accademia ungherese delle scienze.

## Biografia scientifica
Rózsa Péter nacque a Budapest, Ungheria, come Rózsa Politzer ma nel 1930, come molti altri ungheresi, cambiò il proprio cognome per rimuoverne il suono tedesco e conferirgli un aspetto ungherese. Studiò alla Università Loránd Eötvös, orientandosi inizialmente verso la chimica. Poi, sotto l'influenza delle lezioni tenute da József Kürschák e Leopold Fejér, si indirizzò alla matematica.
Dopo la laurea nel 1927 si dedicò a varie occupazioni, tra cui l'insegnamento liceale, proseguendo al contempo gli studi fino a conseguire il titolo di dottorato nel 1935.
Fu il suo compagno di studi László Kalmár a farle sorgere l'interesse per le funzioni ricorsive, parlandole dei risultati raggiunti da Kurt Gödel con i suoi teoremi di incompletezza: di questi risultati ella diede dimostrazioni alternative incentrate sull'uso delle funzioni ricorsive utilizzate da Gödel. Fu lei che, nel 1932, propose le funzioni ricorsive come autonomo soggetto di studio, in uno scritto preparato per il Congresso internazionale di matematica di Zurigo.
Durante il collaborazionismo di Miklós Horthy con la Germania nazista, le fu interdetto l'insegnamento a causa delle sue origini ebraiche. Dopo la guerra pubblicò la sua opera chiave, Rekursive Funktionen, la cui prima edizione è del 1951, anteriore di un anno al testo Introduction to Metamathematics di Kleene. Il testo della Pèter fu però tradotto in inglese, come Recursive Functions, solo nel 1967. I suoi meriti furono ampiamente riconosciuti da Kleene che la definì nel 1952 come «la principale artefice della teoria speciale delle funzioni ricorsive».
Nel 1952 divenne la prima matematica ungherese a divenire dottore presso l'Accademia ungherese delle scienze e nel 1973 fu eletta come membro. Insegnò all'Università Loránd Eötvös dal 1955 fino al ritiro, avvenuto nel 1975.
Dedicatasi fin dagli anni cinquanta alle applicazioni della sua teoria all'informatica teorica pubblicò nel 1976 il suo ultimo testo sull'argomento, dal titolo Recursive Functions in Computer Theory.
Chiamata affettuosamente zia Rosa dai suoi studenti, profuse il suo impegno in favore dello studio della matematica da parte dei giovani e per fornire maggiori opportunità al mondo della matematica al femminile.

## Premi e riconoscimenti
- Nel 1951 ricevette il Premio Kossuth.[4]
- Nel 1953 ricevette il Premio Manó Beke dalla Società matematica Janos Bolyai.[5]
- Nel 1970 ricevette il Premio di Stato della Repubblica popolare ungherese.[6]
- Nel 1973 fu la prima donna a diventare membro dell'Accademia ungherese delle scienze.[7]

## Opere
- Rózsa Péter, Giocando con l'infinito: matematica per tutti, a cura di Corrado Mangione (traduzione di Giulio Giorello), Milano, Feltrinelli, 1973
- Rózsa Péter. 1967. Recursive Functions. Translated by István Földes. New York: Academic Press.
- Rózsa Péter. (1964) 1990. "Mathematics is Beautiful." Translated by Leon Harkleroad. The Mathematical Intelligencer 12: 58–64.